# 이스트사운드
이스트사운드는 대한민국의 국악 작곡 그룹이다. 2021년 정규 앨범 《Hanguk Lofi》로 데뷔했다.

## 방송
- 풍류대장 - 힙한 소리꾼들의 전쟁 (2021) - Top51

## 음반
- Hanguk Lofi (2021)
- 한국 무용 음악 - 날개 (2021)

## 작사/작곡
- 신인선 <개나리 사랑> (2022)